# Rotaria montana
Rotaria montana är en hjuldjursart som först beskrevs av Murray 1911.  Rotaria montana ingår i släktet Rotaria och familjen Philodinidae. Inga underarter finns listade i Catalogue of Life.